# Острва Крозе
Острва Крозе (фр. Îles Crozet) су група од пет малих вулканских острва у Индијском океану између 46° и 47° јужне географске ширине, односно 51° и 52° источне географске дужине. Острва имају укупну површину од око 350 km² и припадају Француским јужним и антарктичким земљама.
На острвима живи 15 привремених становника, који раде у научно-истраживачкој станици Алфред Форе. 
Острва су 23. јануара 1772. године открили капетан Марк Жозеф Марион Дифрен и његов први официр Жил Крозе. 
Клима на острвима је веома оштра. Преко 100 дана годишње дувају веома снажни ветрови, док је 200 дана годишње кишно. Вегетација на острвима Крозе је сиромашна и типична за пределе тундре (траве и маховине). Од животиња, на острвима и у околном мору живе: пингвини, албатроси, морски слонови, морски леопарди, плави китови и друге животиње. 